# ましう
ましうは、近海郵船が運航していたフェリー。

## 概要
まりもに続く第二船として1972年9月に計画を発表、内海造船瀬戸田工場で1973年6月に竣工、7月5日東京発便より東京 - 釧路航路に就航。まりもと合わせ週4往復に増便された。
1975年に同型船のさろまの就航により毎日運航となったが、オイルショックの影響により、1976年12月21日から3日2便へ減便され、本船は係船された。
その後、1977年4月にリビアへ売船され、内海造船瀬戸田工場にて改造の上GNMTCでGaryounisとしてリビアからジェッダへの航路に就航した。
2004年からバレッタで係船されていたが、2004年7月、イラクの海運会社へ売却され、DUBAI COAST 1と改名され、2004年9月、インドで解体された。

## 設計
先に建造されたまりもと比較して車両区画を拡張し客室は1等室を増やし特2等船室を廃する形とし、個室を大幅に増やし、旅客定員を減少させ貨物輸送に重点を置いた形となっている。またランプウェイを乗用車用とトラック用に分け車両搬入時間の短縮を図る形とした。
客室
- 特等室（2名）
- 1等室（計150名）
- 2等室（計250名）
- ドライバー室（計50名）

設備
- ラウンジ
- バー
- 売店
- エントランスホール
- 案内所
- レストラン - ローリングの揺れを和らげるべく内側に配置した[11]。
- ゲームコーナー
- 大浴場「ましう湯」[6]